# Похороны Джона Кеннеди
Похороны Джона Кеннеди, 35-го президента США, прошли 25 ноября 1963 года в Вашингтоне. Траурная месса была отслужена в кафедральном соборе Св. Матфея, после чего Кеннеди был похоронен на Арлингтонском национальном кладбище, где был зажжён Вечный огонь в его честь.
Кеннеди был убит 22 ноября в Далласе, на следующий день гроб с его телом был доставлен на президентском самолёте в Вашингтон. На траурных мероприятиях присутствовало в общей сложности 220 почётных гостей (включая 19 глав государств) из 92 стран. СССР представлял А. И. Микоян. «Эн-би-си» транслировало похороны через спутник Эхо-1 на 23 страны.

## Похоронная церемония
Гроб подняли и понесли к выходу. Оркестр заиграл «Салют командиру». Эта мелодия исполнялась для президента Кеннеди в последний раз. Жаклин, вспомнив, как мальчик любил играть с отцом в солдатики, сказала:

— Джон, можешь отдать честь и попрощаться с папой.

Маленькая правая ручка быстро скользнула вверх. Лицо Роберта Кеннеди, стоявшего рядом, исказилось от боли. На глаза всех присутствовавших навернулись слезы. Ни одно из впечатлений этого дня не врезалось в их память с такой силой, как этот салют маленького Джона. Г-жа Кеннеди, смотревшая прямо перед собой, не видела его. Но когда после ей показали фотографию, она была поражена. До этого мальчик отдавал честь очень комично: вместо правой он поднимал левую руку, делая при этом уморительную мину.
Но сейчас атмосфера и смысл этого дня, казалось, дошли до сознания сына президента. Он согнул руку точно по-военному. Его пальцы касались волос, левая рука была прижата к туловищу, плечи выпрямились. Вид этого трехлетнего мальчугана в коротких штанишках с голыми ножками, при тихих звуках траурной мелодии, напоминавшей об отце, который обожал его, был невыносим.
Государственные флаги были приспущены на зданиях законодательных собраний штатов, административных зданиях, биржах, школах, тюрьмах, универмагах и частных домах. Предположительно, первым в стране был приспущен флаг на Пенсильвания-авеню.
Похоронное шествие началось 25 ноября в 11:30. В этот день Верховный суд США отменил своё заседание в Вашингтоне, вся деловая активность в столице прекратилась. Похоронная церемония была начата командующим Вашингтонским военным округом, генерал-майором Филипом Уилом. За ним двигались барабанщики, рота морских пехотинцев из 89 человек с примкнутыми штыками, начальники штабов и три военных адъютанта Кеннеди. Затем следовал гужевой лафет с гробом, президентский флаг, конь без всадника, в стремена которого по традиции были вставлены кавалерийские сапоги задом наперед, команда лейтенанта Бэрда для переноски гроба, лимузин вдовы и девять других машин с родственниками Кеннеди. За последней машиной следовали представители прессы Белого дома. Завершала процессию пешая полиция. По обе стороны над гробом находились пятьдесят знамён штатов. Лафет остановился у восточного входа в Капитолий, откуда должны были прибывать гости. Посетители поднимались на лифте и входили в Ротонду с южной стороны. На венке у гроба было написано: «От президента Джонсона и нации». Севернее, в парке «Юнион нейшн» артиллерийский батальон отдал салют из двадцати одного орудия. Затем последовал гимн «Слава вождю» (англ. Hail to the Chief), прерывавшийся каждые 5 секунд залпом артиллерийских батарей.
Изначально планировалось, что двери Капитолия будут открыты для посетителей до девяти вечера, однако вскоре число желавших проститься с Кеннеди достигло 200 000 человек и продолжало расти. К полуночи через Капитолий прошло 100 000 человек. В четверть шестого утра полицейские сообщили, что закроют двери в 8:30 и прийти может не более 85 000 человек. Престарелого и слепого президента Ирландской Республики Имона де Валеру пропустили в Ротонду без очереди, а члены команды катера «ПТ-109», которым Кеннеди командовал во время войны, отказались от предложенной привилегии. Кортеж должен был остановиться в двух местах: кафедральном соборе Св. Матфея и на Арлингтонском кладбище. В похоронной церемонии фактически участвовало три процессии: сначала воинские части и семья Кеннеди сопровождали гроб на лафете из Капитолия до Белого дома, затем вдова шла пешком во главе процессии до собора Св. Матфея и после траурной мессы кортеж с лафетом направлялся на Арлингтонское кладбище через Конститьюшн-авеню, памятник Линкольну, Мемориальный мост и Проспект павших героев. По всему маршруту кортежа, по обеим сторонам, стояли толпы людей.